# Vladimir Voronin (kapitein)

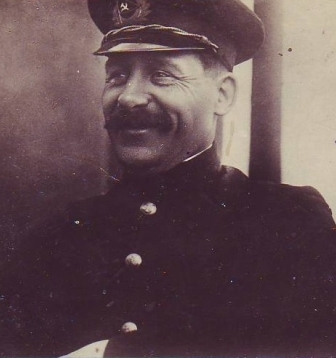
Vladimir Voronin

Vladimir Ivanovitsj Voronin (Russisch: Владимир Иванович Воронин) (Soemski Posad, 17 oktober 1890 - Laptevzee, 18 oktober 1952) was een kapitein van de Marine van de Sovjet-Unie. Zijn naam is verbonden aan de tochten met de ijsbreker Sibirjakov en het stoomschip Tsjeljoesjkin die het begin vormden van de instelling van de Noordelijke Zeeroute (Noordoostelijke Doorvaart).

## Jeugd en eerste activiteiten
Voronin werd in 1890 geboren in het dorpje Soemski Posad in het gouvernement Archangelsk, dat een paar jaar later onder Karelië kwam te vallen. Hij werd geboren in een gezin van zeevaarders; zeven waren zeemannen en al zijn broers dienden in de vloot. Zijn oom Fjodor Ivanovitsj staat in de annalen geschreven vanwege het feit dat hij in 1884 de reddingsactie leidde van een Australische expeditie naar Frans Jozefland. Voronin zelf voer voor de eerste maal uit toen hij 8 jaar oud was. Voronin studeerde eerst aan de basisschool in Soemski Posad en ging vervolgens naar Archangelsk, naar de zeevaartschool, waar hij zijn kapiteinsdiploma haalde. Hij nam in de jaren '20 verschillende malen deel aan tochten over de Noordelijke IJszee, zoals in 1928, toen hij met de Georgi Sedov een zoekactie uitvoerde naar de Italiaanse balonvaarder Umberto Nobile en zijn metgezellen, die uiteindelijk werden gered met een Zweeds vliegtuig en de Russische ijsbreker Krasin.

## De reis met deSibirjakov
In 1932 was hij gezagvoerder over de expeditie met de ijsbreker Sibirjakov, die de eerste succesvolle doorvaart maakte door de Noordoostelijke Doorvaart in een vaarseizoen zonder te overwinteren. Deze reis werd georganiseerd door het Heel-Unie Arctisch Instituut (nu het Arctisch en Antarctisch Onderzoeksinstituut). De Sibirjakov zeilde van Archangelsk via de Karazee en een nog niet onderzochte noordelijke weg om Noordland (Severnaja Zemla) heen naar de Laptevzee. In september brak het roer nadat het schip de monding van de Kolyma voorbij gevaren was en dreef het schip vervolgens stuurloos voort gedurende 11 dagen. De bemanning wist een geïmproficeerd zeil te fabriceren, waarop de Sibirjakov door kon zeilen over de Tsjoektsjenzee en in oktober de Beringstraat wist te bereiken. Na 65 dagen voer het schip de Japanse stad Yokohama binnen, na meer dan 2500 mijl te hebben afgelegd. Deze prestatie werd breed uitgemeten in de Sovjetpers en Voronin en medeleider Otto Schmidt werden hiervoor vele malen onderscheiden. De Sibirjakov zou echter later in 1942 door de Duitse zware kruiser Admiral Scheer bij het eiland Roesski in de Karazee tot zinken worden gebracht.

## De reis met deTsjeljoesjkin
Van 1933 tot 1934 stond Voronin opnieuw samen met Schmidt aan de leiding van een schip tijdens een tocht in de Arctis die ditmaal minder goed afliep. In juli 1933 voer hij met het stoomschip Tsjeljoeskin uit vanuit de haven van Leningrad ten overstaan van een grote menigte. Met dit schip wilde hij bewijzen dat de Noordoostelijke Doorvaart ook zonder ijsbreker in een vaarseizoen kon worden overbrugd. Het schip wist na enige vertraging in de haven van Moermansk (vanwaaruit het pas in augustus vertrok) de Tsjoektsjenzee te bereiken, maar het seizoen was toen al zover gevorderd dat het ijs zich begon te sluiten en het schip kwam vast te zitten in het pakijs nabij het eiland Koljoetsjin. De ijsbreker Litke die in de buurt was bood aan te helpen, maar Voronin en Schmidt weigerden dit. Ze wilden de reis op eigen kracht volbrengen. Het schip werd echter meegevoerd door het pakijs en werd bijna gekraakt waarop het dreigde te zinken en Voronin de bemanning het bevel gaf alle voorraden uit het schip te laden en ten oosten van het schip een kamp op te zetten op het ijs. Het ijs begon daarop echter te scheuren onder het kamp, waarop Voronin de voorraden weer aan boord van het schip liet brengen. Gedurende twee maanden werd het schip steeds verder naar het oosten gedreven voorbij het eiland Wrangel, de Beringstraat in. Toen begaf het schip het onder de grote druk op 13 februari 1934. Bij het zinken kwam een bemanningslid om het leven, maar de overige 104 wisten veilig uit het schip te komen.
De bemanning richtte een nieuw kamp in op het ijs, dat tot 'Kamp Schmidt' werd omgedoopt. Met zendapparatuur werd contact gelegd met het dorp Oeëlen op het Tsjoektsjenschiereiland en werd alsnog om hulp gevraagd. Hierop volgde een reddingsoperatie onder leiding van luchtmachtpiloot Anatoli Ljapidevski, waarbij de overlevenden met vliegtuigen van het ijs werden gehaald en naar Kaap Vankarem werden gevlogen. Door de zware weersomstandigheden duurde deze reddingsorganisatie een hele maand, waarbij werd gevlogen vanaf Chabarovsk, Nome (Alaska) en Kaap Oljoetorski.

## Overige activiteiten
Gedurende de Tweede Wereldoorlog was hij verantwoordelijk voor vele transporten over de Noordelijke Zeeroute om de Russische Europese havens te bevoorraden.
Op 10 oktober 1952 kreeg Voronin tijdens een tocht met de ijsbreker Iosif Stalin over de Laptevzee plotseling een hartaanval. Onder zware storm en ijs voer het schip naar Dikson om hem daar te behandelen, maar bij aankomst was Voronin reeds overleden.

## Nalatenschap
In de Arctis en de Antarctis zijn verschillende objecten naar hem genoemd, waaronder het eilandje Voronina in de Karazee. Ook zijn een aantal straten in de havensteden Archangelsk, Severodvinsk, Sint-Petersburg en Sebastopol (alsook een aantal andere steden) en de zeevaartschool van Archangelsk (waar hij studeerde voor de Russische Revolutie) naar hem vernoemd.